# Espírito Santo
Espírito Santo (AFI [is'piɾitu 'sɐ̃tu], numele însemnând „Duhul Sfânt”) este una dintre cele 27 de unități federative ale Braziliei. Capitala statului este Vitória. Se învecinează cu unitățile federative Bahia la nord, Minas Gerais la vest și Rio de Janeiro la sud. Are și ieșire la Oceanul Atlantic la est. În 2007 Espírito Santo  avea o populație de 3.351.669 de locuitori și suprafață de 46.077,52 km², fiind împărțit în 4 mezoregiuni, 13 microregiuni și 78 de municipii.

## Economie

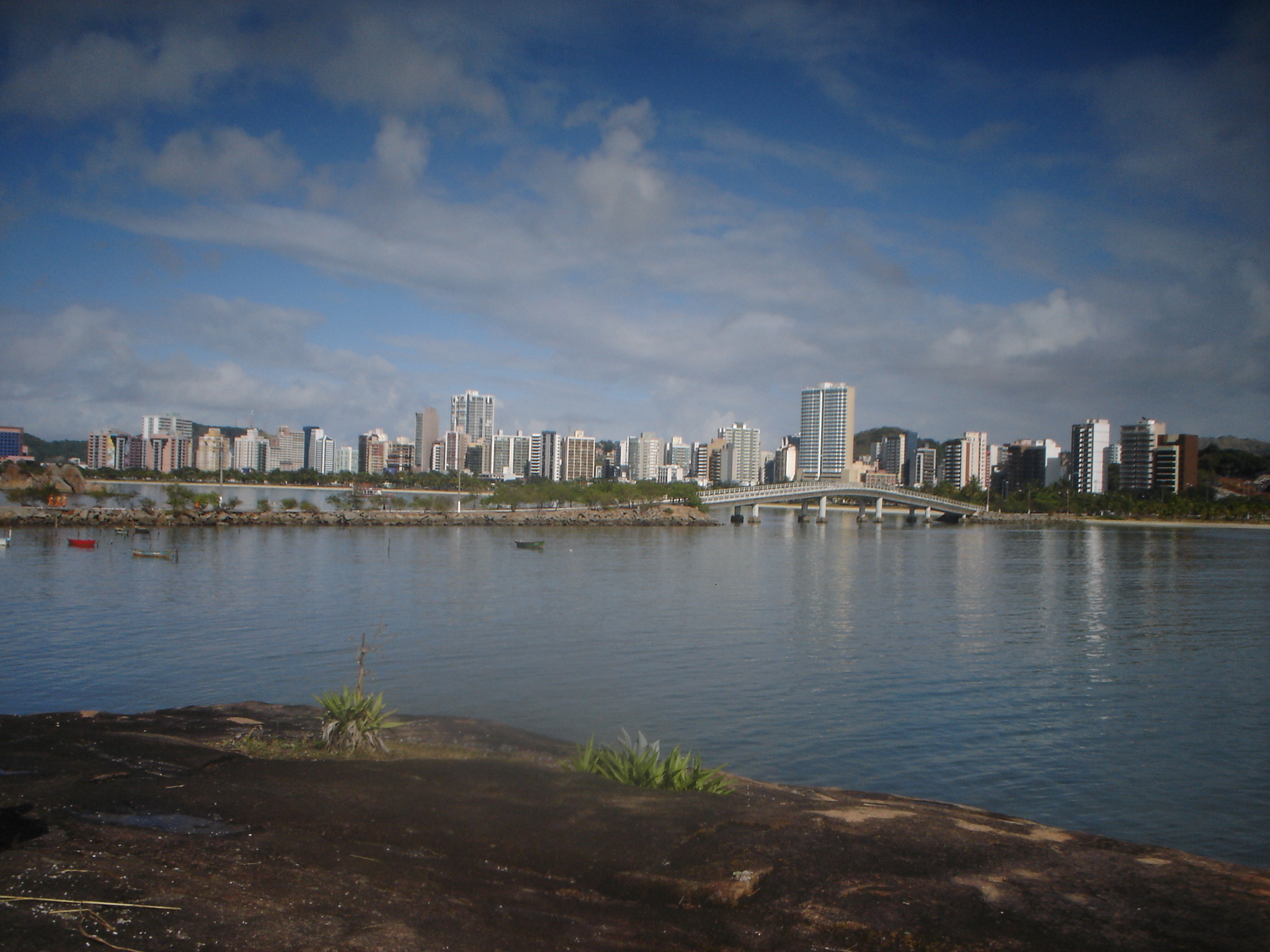
Vitória.

Plantațiile au cea mai mare importanță economică în statul Espírito Santo, cum ar fi: cele de orez, de cafea (unul de cele mai importante produse agricole de export din Brazilia), cacao, trestia de zahăr, fasole și fructe (îndeosebi cele de banană și de papaya) și de porumb. Animalele de asemenea sunt importante economic, atât pentru carne, cât și pentru lapte, și aici se remarcă și industria păsărilor domestice, care sunt trimise și spre export. Industria de alimente îmbuteliate, produse forestiere, textile, oțelul și cea a minereului de fier sunt remarcate de mare importanță. Minas Gerais are cea mai mare zonă de extracție a minereului de fier din lume (Vale do Rio Doce), și una din cele mai mari industrii de producție de hârtiei din lume.
Vitória este un important port maritim pentru exportul oțelului. În regiunea orașului São Mateus s-a găsit petrol, ceea ce a impulsat economia statală, deja fiind în vigoare acorduri comerciale pentru exploatarea lui.